# Never Let You Go (canção de Justin Bieber)
"Never Let You Go" é um single promocional do artista canadense Justin Bieber. A faixa foi escrita por Bieber com Johnta Austin e Bryan-Michael Cox, que também a produziram. Foi lançada como segundo single, e primeiro apenas digital, da segunda parte do álbum de estreia de Justin em 2 de março de 2010.

## Crítica profissional
Leah Greenblatt do Entertainment Weekly notou uma semelhança entre "Never Let You Go" e a canção "Forever", de Chris Brown, chamando-a de irmã gêmea da canção de Brown. Jody Rosen da Rolling Stone usou "Never Let You Go" e "Stuck In The Moment" como exemplos e disse que "baladas" muitas vezes tem o registro de um ponto fraco no pop, mas que são plenamente realizados, com uma mistura de amor e uma letra adorável. Lauren Carter do The Boston Herald afirmou que:
| “ | Embora seja difícil de comprar com tanta ansiedade uma coisa vinda de um garoto de 16 anos, com aquelas promessas de iniciantes de sempre, sem dúvida, fazem várias meninas se encantarem e quererem passar a eternidade ao lado do galã do pop. | ” |

## Desempenho nas paradas musicais
"Never Let You Go" estreou em número vinte e um nos Estados Unidos na Billboard Hot 100, e ficou na tabela durante duas semanas até cair. Como single digital a canção apareceu limitada nas paradas, e deteve o record como a segunda maior na semana no Hot 100. Ele estreou em quatorze no Canadá, depois de passar quatro semanas no Canadian Hot 100 saiu das paradas. Internacionalmente, a canção alcançou a posição de número sessenta e sete no ARIA Charts, e chegou em dezesseis no New Zealand Singles Chart, onde ficou por três semanas. Após o lançamento do My World 2.0, "Never Let You Go" chegou a posição de número oitenta e quatro no UK Singles Chart.

## Videoclipe
Em janeiro de 2010, a Rolling Stone confirmou que o videoclipe da música já havia sido gravado pelo diretor Colin Tilley enquanto Bieber estava nas Bahamas. A atriz Paige Hurd retrata o interesse amoroso de Justin no vídeo. O vídeo estreou em 30 de março no Vevo.
Resumindo o vídeo, Jocelyn Vena da MTV News disse:
| “ | Justin Bieber é visto saindo de dentro das catacumbas de aquários das Bahamas... Neste novo clipe, Bieber é visto realizando uma brincadeira com Hurd. Justin definitivamente cresceu muito neste vídeo - ele partilha beijos, troca abraços com a garota. O enredo do vídeo mostra dois jovens adolescentes apaixonados em um local muito exótico. | ” |

Vena também disse que Bieber continua tendo um talento parecido com o de Michael Jackson na parte da dança. Simon Vozick-Levinson do Entertainment Weekly chamou o vídeo de "Só Romance" pela forma como eles dançaram e pela idade deles. Chris Ryan da MTV News analisou o vídeo positivamente, afirmando que ele é "um exemplo muito bom sobre a inocência do amor jovem, cheio de paquera, dança e romantismo.

## Performances ao vivo
Bieber já a cantou na inauguração da nova Microsoft Store na Califórnia, e em uma sessão ao vivo com a MTV. Ele também a executou no The Early Show, e no BET's SOS: Saving Ourselves - Help for Haiti Telethon, para beneficiar o Haiti depois do terremoto de 2010, a tocando ao vivo em 6 de fevereiro de 2010, que também foi ao ar na VH1 e na MTV.

## Créditos de produção
- Composição - Justin Bieber, Bryan-Michael Cox e Johntá Austin
- Produção - Bryan-Michael Cox e Johntá Austin
- Gravação e reprodução sonora - Sam Thomas
- Instrumentos - Bryan-Michael Cox
- Mixer - Manny Marroquin, Christian Plata e Erik Madrid[18]

## Paradas musicais

### Desempenho
| País/Parada (2010)                 | Melhor posição |
| ---------------------------------- | -------------- |
| Canadá - Canadian Hot 100          | 14             |
| Estados Unidos - Billboard Hot 100 | 21             |
| Austrália - ARIA Charts            | 67             |
| Nova Zelândia - RIANZ              | 16             |
| Reino Unido - UK Singles Chart     | 84             |